# Toyota BZ4X Concept
La Toyota BZ4X Concept est un concept car de SUV électrique du constructeur automobile japonais Toyota présenté en avril 2021 préfigurant le SUV électrique bZ4X de série en 2022.

## Présentation
Son nom est composé du préfixe « BZ » pour Beyond Zero, suivi du « 4 » précisant la taille du véhicule et « X » son positionnement dans la gamme des SUV du constructeur.
Le design du bZ4X a été présenté en avant-première par des images d'une série de concept cars électriques publiés par Toyota en juin 2019. La société a mis en avant un plan de sortie de six véhicules électriques entre 2020 et 2025, en utilisant la plateforme e-TNGA. Le véhicule a également été présenté en avant-première par Subaru, qui développe le véhicule avec Toyota en tant que maquette de concept présentant un concept similaire en janvier 2020.
Le concept car Toyota BZ4X Concept est présenté au Salon de l'automobile de Shanghai le 19 avril 2021. Bien qu'il soit révélé en tant que concept car, le véhicule semblait être presque prêt pour la production,. Le bZ4X est de taille similaire au Toyota RAV4, mais se tenant plus bas avec un empattement plus long et un style plus net. Le véhicule a été développé en collaboration avec Subaru, qui aurait participé au système de traction intégrale de la voiture. Aucune autre spécification du véhicule n'a été détaillée par Toyota.

## Caractéristiques techniques

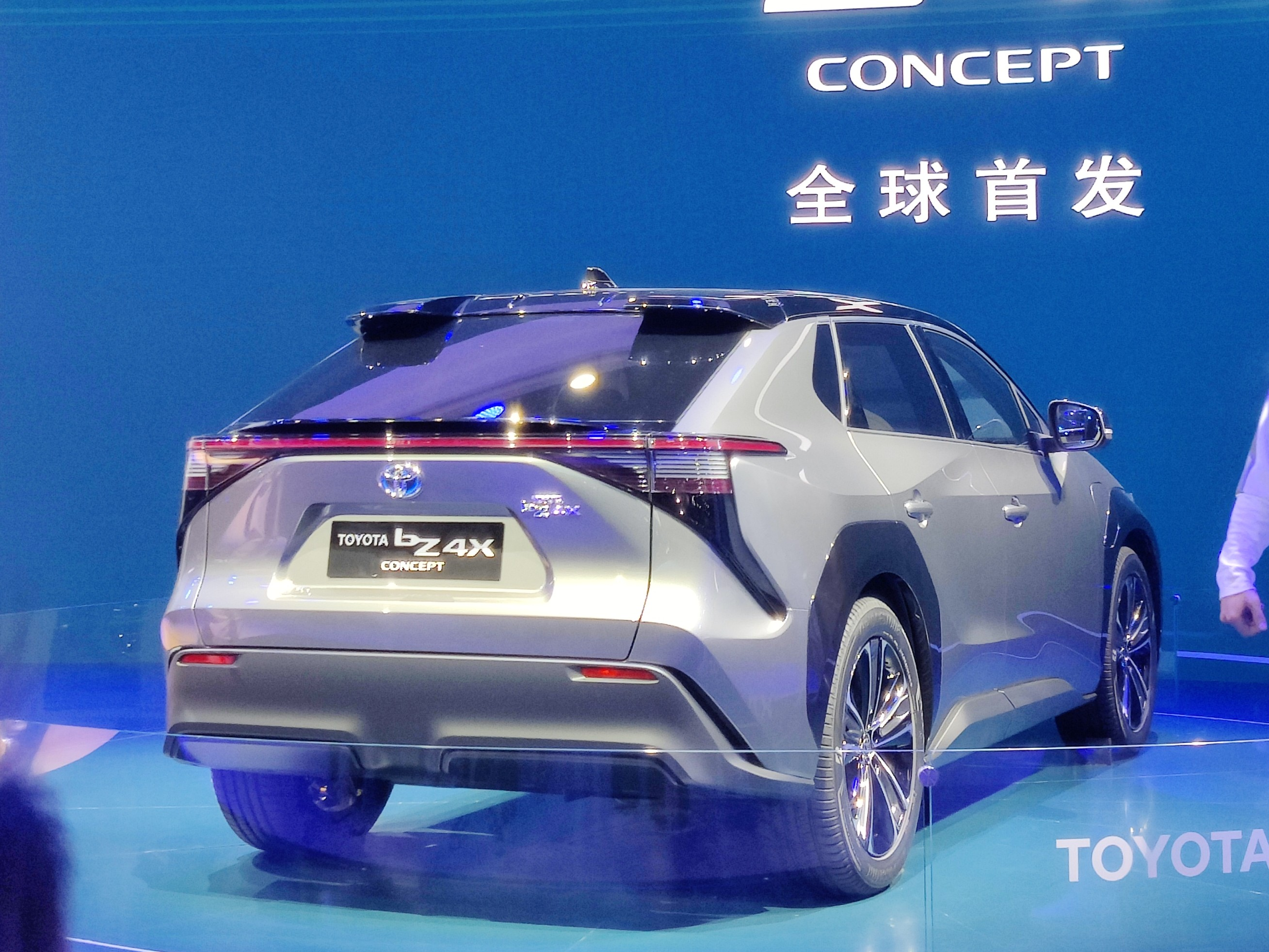
Toyota BZ4X Concept

Le BZ4X Concept repose sur la plateforme technique modulaire e-TNGA développé en commun avec le constructeur Subaru pour son SUV Solterra.